# جاكوب اولبرايت
جاكوب اولبرايت (بالألمانية: Jakob Albrecht) (بالإنجليزية: Jacob Albright) هو قسيس ألماني وأمريكي، ولد في 1 مايو 1759 في Pottstown, Pennsylvania ‏ في الولايات المتحدة، وتوفي في 17 مايو 1808 في مقاطعة لبنان في الولايات المتحدة بسبب سل.